# Clarification
La clarification est une opération consistant à rendre limpide un liquide qui contient des particules en suspension. Ce liquide peut être par exemple un jus de fruits, un vin, une sauce, ou un bouillon. Le procédé utilisé peut être par exemple la filtration, la centrifugation ou le collage. Ces procédés permettent la séparation, de la phase liquide, des éléments solides (pectine…) qui en général troublent la boisson.
La filtration est une technique très utilisée que ce soit dans le domaine de l'agro-alimentaire ou de la pharmacie ou par de nombreuses espèces animales, principalement aquatique. La clarification des bouillons et gelées culinaires se fait généralement en ajoutant des protéïnes (viande hachée ou blanc d'œuf) aux solutions contenant gélatine ou pectines.
Le beurre clarifié est un beurre duquel on a éliminé la caséine et le petit-lait. Il est pour cela fondu à feu très doux, de manière que les graisses, la caséine enrichie et le petit-lait se séparent, puis la caséine et le petit-lait sont retirés du beurre fondu. Cette opération prévient du noircissement à la cuisson.